# 大村純英

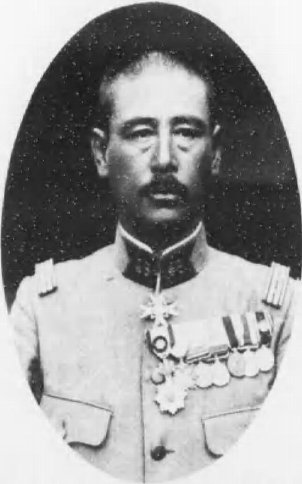
大村純英

大村 純英（おおむら すみひで、1872年2月24日（明治5年1月16日） - 1933年（昭和8年）5月8日）は、明治時代から昭和時代初期の華族、陸軍軍人。従四位、伯爵。夫人は真田幸民の娘・田鶴子。

## 略歴
大村武純（大村藩11代藩主大村純顕三男、男爵）の長男として生まれ、大村純雄の養子となった。純雄は純顕の弟で12代藩主であった大村純熈の婿養子であり、純雄の夫人と純英の父が従兄妹という関係になる。なお、武純の男爵家は純英の妹・常子の婿で、純雄と同じく島津家出身（共に純雄のまたいとこにあたる島津珍彦と夫人典子の次男）の大村純久が継いだ。
純英は1894年（明治27年）に陸軍士官学校（5期）を卒業し、1918年（大正7年）7月に大佐となり、大村にあった歩兵第46連隊の連隊長となった。1923年（大正12年）8月、陸軍少将に昇進し、歩兵第23旅団長を1年間務めた。1924年（大正13年）8月に予備役編入された。
1927年（昭和2年）10月、養父純雄の隠居により襲爵したが、養父より1年前に死去している。墓所は青山墓地。家督は子の大村純毅が継いだ。

## 家族
- 父：大村武純
- 母：不詳
- 養父：大村純雄
- 妻：田鶴子 - 真田幸民の次女
- 子女
  - 男子：大村純毅

## 栄典
- 1924年（大正13年）9月15日 - 従三位[2]
- 1933年（昭和8年）5月8日 - 正三位[3]

## 参考資料
- 「大村純毅伝」（1976年、富田清久・松井保男編）

| 日本の爵位    | 日本の爵位                               | 日本の爵位    |
| ------------- | ---------------------------------------- | ------------- |
| 先代 大村純雄 | 伯爵 （彼杵）大村家第2代 1927年 - 1933年 | 次代 大村純毅 |